# Mariani (merk)
Mariani is een historisch motorfietsmerk.
Het bedrijf dat het merk maakte, heette Soc. Italiana Motocicli a Nafta Mariani. Het was gevestigd in Milaan en actief van 1932 tot 1934.
De motoren van Enrico Mariani konden voorzien worden van 498 cc zijklepmotoren met twee kleppen voor benzine, of met drie kleppen om op nafta te draaien. Ze werden niet erg bekend.